# اسکندر یارتسی
اسکندر یارتسی (آلبانیایی: Skënder Jareci; ۵ مهٔ ۱۹۳۱ – ۹ مارس ۱۹۸۴) بازیکن فوتبال اهل آلبانی بود.
از باشگاه‌هایی که در آن بازی کرده‌است می‌توان به باشگاه فوتبال دینامو تیرانا اشاره کرد.
وی همچنین در تیم ملی فوتبال آلبانی بازی کرده‌است.